# Furculești
Furculești – wieś w Rumunii, w okręgu Teleorman, w gminie Furculești. W 2011 roku liczyła 953 mieszkańców.